# Piano AeroSpaziale Nazionale
El Piano aerospaziale nazionale (PASN), és un pla nacional espacial, és un document institucional elaborat per l'Agència espacial italiana que descriu l'estratègia espacial nacional italiana. Està aprovat per decret ministerial del Ministero dell'istruzione, dell'università e della ricerca (MIUR).
El Pla es desenvolupa en tres anys i es revisa anualment. S'hi descriuen les directrius proposades pel Consell d'Administració i del Comitè Científic de l'Agència Tècnica. El PASN també conté totes les propostes realitzades per la indústria aeroespacial, que resol les iniciatives de recerca i desenvolupament nacionals suggerides per l'Agència.